# Elytraria nodosa
Elytraria nodosa là một loài thực vật có hoa trong họ Ô rô. Loài này được A. B. M. Enayet Hossain mô tả khoa học đầu tiên năm 1972.

## Phân bố
Loài bản địa Madagascar.